# Elecciones estatales de Sabah de 1994
Las elecciones estatales de Sabah de 1994 se realizaron entre el 18 y el 19 de febrero del mencionado año con el objetivo de renovar los 48 escaños de la Asamblea Legislativa Estatal, que a su vez investiría a un Ministro Principal para el período 1994-1999. Fueron los últimos comicios que no se realizaron al mismo tiempo que las elecciones federales para el Dewan Rakyat. Esto se debió a que el ministro Principal Joseph Pairin Kitingan las adelantó mucho más de un año antes del fin de la legislatura.
El Partido Unido de Sabah (PBS), triunfó a pesar de su fuerte descenso y de la irrupción resonante del Barisan Nasional, encabezado por la Organización Nacional de los Malayos Unidos (UMNO), en el estado. El PBS logró el 49.90% de los votos, siendo la primera vez desde 1985 que no obtenía más de la mitad de los votos, y obtuvo 25 escaños, perdiendo la mayoría calificada de dos tercios. El BN logró polarizar notoriamente la elección y obtuvo el 46.77% y los 23 escaños restantes, quedando muy cerca de ganar. Pairin fue de este modo reelegido para otro mandato como Ministro Principal.
Sin embargo, el oficialismo estatal salió muy debilitado de las elecciones, y un mes después una gran cantidad de diputados desertó al Barisan Nasional, facilitando la salida del poder del PBS y el ascenso de Sakaran Dandai al ejecutivo estatal. Desde entonces, el PBS retornaría al BN, pero no volvería a gobernar Sabah, que sería gobernada por la coalición hasta 2018.

## Resultados
|  | 49.90 % |

|  | 52.08 % |

|  | 46.77 % |

|  | 47.92 % |

|  | 0.24 % |

|  | 0.00 % |

|  | 0.15 % |

|  | 0.00 % |

|  | 2.94 % |

|  | 0.00 % |

|  | 98.75 % |

|  | 1.25 % |

|  | 100.00 % |

|  | 73.12 % |